# Ponte de Santa Clara
A Ponte de Santa Clara,  é uma ponte rodoviária sobre o rio Mondego, no centro da cidade de Coimbra em frente do Largo da Portagem, no centro da cidade. Foi iniciada a construção em 1951 e foi inaugurada em 30 de Outubro de 1954, pelo então Presidente do Conselho António de Oliveira Salazar. Teve um custo total de 15 000 contos (75 000 euros).
A sua construção permitiu a substituição da antiga ponte de ferro que começou a ser construída em 1873 sendo aberta ao público em 1875, e que, por sua vez substituíra a antiga ponte de pedra datada de 1513. Permitiu a continuação da ligação entre Santa Clara e o centro da cidade (Largo da Portagem) e a restante Baixa de Coimbra.
É uma ponte que tem por base um projeto dos engenheiros Edgar Cardoso e António Franco e Abreu, os mesmo das pontes de São João e da Arrábida, no Porto, entre muitas outras. O custo não sofreu qualquer derrapagem devido as obras a mais.
Foi em 30 de Outubro de 1954 que se inaugurava a nova ponte de Coimbra, a Ponte de Santa Clara. Substituiu a de ferro que existia a jusante da atual ponte e da que foi referida anteriormente. Apresentava quatro faixas de rodagem e iluminação. Aquando da inauguração, salientava-se a existência de candeeiros a gás, bem como um triângulo, em parte relvado, no acesso do Largo da Portagem.
A nova Ponte de Santa Clara, muito maior que as anteriores, respondia assim ao crescente aumento do tráfego rodoviário Norte-Sul, tráfego que, à época, atravessava a cidade, escoando-se pelas avenidas Emídio Navarro e  Fernão de Magalhães.

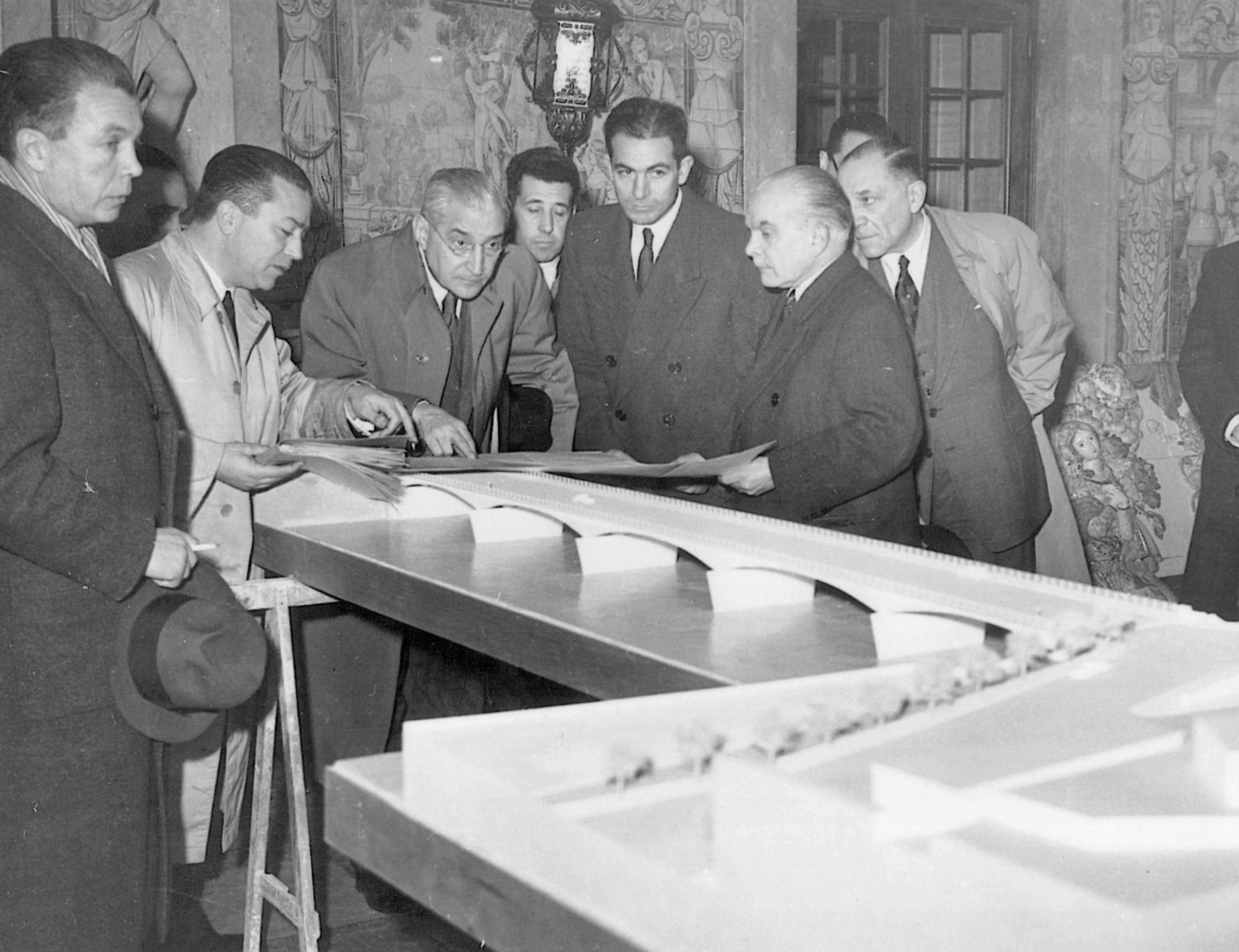
António de Oliveira Salazar, fundador e líder do Estado Novo visita obras da Ponte de Santa Clara em Coimbra.

1. ↑  «Monumentos». www.monumentos.gov.pt (em inglês). Consultado em 8 de julho de 2024
2. ↑  Geocaching. «Geocaching - The Official Global GPS Cache Hunt Site». www.geocaching.com. Consultado em 8 de julho de 2024